# Synagoge (Altkirch)

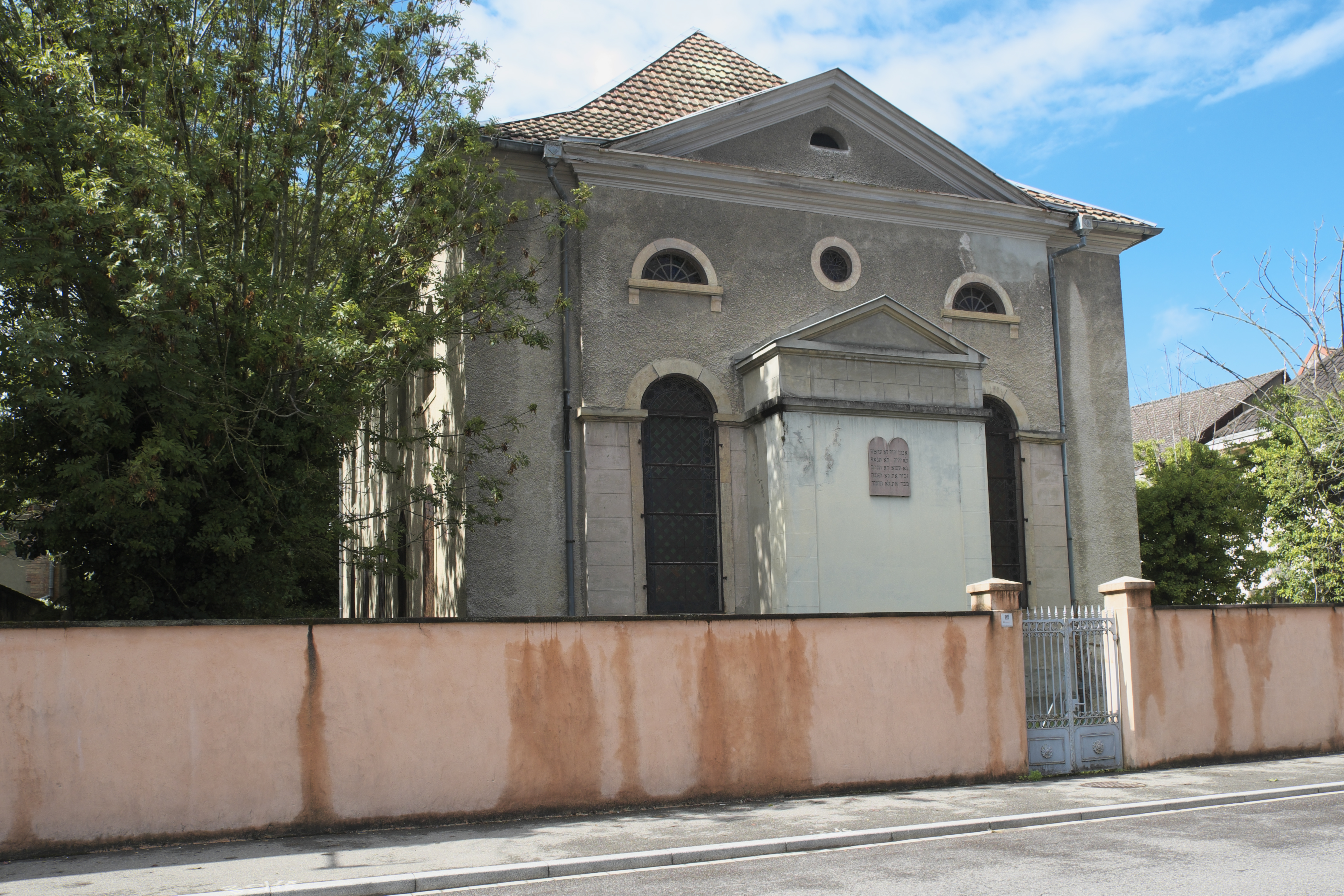
Synagoge in Altkirch, 2022

Die Synagoge in Altkirch, einer französischen Stadt im Département Haut-Rhin der historischen Region Elsass, wurde von 1834 bis 1837 errichtet. Die in das Inventar des Kulturerbes aufgenommene Synagoge befindet sich in der Rue de Ferrette Nr. 3.

## Geschichte
Juden waren in Altkirch bereits im 14. Jahrhundert ansässig. Nach der Ausweisung unter Herzog Leopold IV. 1397/98 konnten sie sich erst wieder im 18. Jahrhundert ansiedeln. Ab 1844 war Altkirch Sitz eines Rabbinats.
Die Synagoge in Altkirch wurde zwischen 1834 und 1837 an der Stelle eines Vorgängerbaus errichtet. Bei den judenfeindlichen Ausschreitungen während der Revolution 1848 wurde sie geplündert und verwüstet. Im Jahr 1850 wurde sie wiederaufgebaut.
Nach der Deportation der jüdischen Bewohner 1940 wurde die Synagoge als Kino zweckentfremdet. Ab 1950 konnten wieder Gottesdienste stattfinden. Wegen der geringen Anzahl von jüdischen Einwohnern wird die Synagoge nur noch zu besonderen Feiertagen genutzt.

## Architektur
Der Umbau und die Renovierung im Jahr 1850 wurde von dem Architekten Jean-Baptiste Schacre geleitet. Die Synagoge ist ein Saalbau, der auf drei Seiten Emporen besitzt. Die Einfassungen der Rundbogenfenster aus Buntsandstein akzentuieren die Fassade. Der nach Osten gerichtete Toraschrein befindet sich an der Straßenseite und ist außen mit den Gesetzestafeln geschmückt.
Die hebräische Inschrift über dem Portal an der Westseite lautet: Denn alle Völker mögen gehen, jegliches im Namen seines Gottes; wir aber wollen gehen im Namen des Ewigen, unseres Gottes. (Micha 4,5)